# 西本照真
西本 照真（にしもと てるま、1962年 - ）は、日本の仏教学者、哲学者、武蔵野大学元学長（令和6年度まで学長）。専門は仏教学、中国哲学、インド哲学。

## 来歴[2][3]
1962年、広島県に生まれる。1994年に東京大学大学院人文科学研究科印度哲学専攻博士課程を単位取得後退学。1996年に博士（文学）を東京大学より取得する。
1997年に武蔵野女子大学（現：武蔵野大学）文学部人間関係学科専任講師に就任。中国社会科学院世界宗教研究所訪問研究者、University of California, Berkeley Center for Buddhist Studies Research Scholar、武蔵野大学附属幼稚園長、学校法人武蔵野大学理事、武蔵野大学人間関係学部（現：人間科学部）学部長、同大学大学院仏教学研究科長等を歴任。武蔵野大学しあわせ研究所所長。

## 賞歴
- 第40回日本印度学仏教学会賞[5]（1998年9月）
- 第7回中村元賞（1999年3月）

## 著書
- 『三階教の研究』春秋社、1998年[6]
- 『「華厳経」を読む』角川学芸出版、2007年[7]
- 『地論思想の形成と変容』国書刊行会、2010年[8]
- 『新アジア仏教史07 中国 Ⅱ 隋唐 興隆・発展する仏教』佼成出版社、2010年[9]
- 『シリーズ大乗仏教 第五巻 仏と浄土―大乗仏典Ⅱ』春秋社、2013年[10]
- 『敦煌・吐魯番出土漢文文書の新研究 修訂版』東洋文庫、2013年[11]

## 論文
- 「三階教写本研究の現況―新資料の紹介を中心として―」『印度学仏教学研究』第52巻(第1号) 16-21、2003年[12]

- 「『無量寿観経纘述』の新出写本について －北京新1202とP3014を中心として－」『印度学仏教学研究』第53巻(2号) 213-218、2005年[13]

- 「杏雨書屋所蔵三階教写本『人集録明諸経中対根浅深発菩提心法』一巻（羽411）翻刻」『東アジア仏教研究  (10) 37-55  2012年5月[14]

- 三階教写本『人集録明諸経中対根浅深発菩提心法』一巻の基礎的研究」『印度学仏教学研究』 61(2) 56-62、2013年[15]

- 「杏雨書屋所蔵三階教写本『普親観盲頓除十悪法』の基礎的研究」『印度学仏教学研究』63(1) 1-10、2014年[16]